# Tomasz Dowbor
Tomasz Dowbor (Varsóvia, 15 de abril de 1974) é um empresário polonês e angolano, atuante no setor da construção civil em Angola. Ele é diretor do Grupo Boavida, empresa responsável por diversos empreendimentos imobiliários no país.

## Biografia e Carreira
Tomasz nasceu em Varsóvia, filho de Mariusz Krzysztof Dowbor e Krystyna Halina Dobrzynska. Seu pai já tinha experiência com viagens a Angola, e em 1994 Tomasz se mudou para lá, começando a vender pizzas no bairro Operário.
Tomasz especializou-se na criação e gestão de projetos imobiliários. Ele liderou projetos como Vereda das Flores, Ville Vermount, Solida Plaza, Real Park, Infinity I, Infinity II, e Joias do Camama. Atualmente, ele está à frente da Urbanização Boa Vida, um projeto iniciado em 2014.

## Educação
Tomasz completou o ensino fundamental e médio em Varsóvia. Ele possui um diploma em Teologia e Filosofia pela Academia Católica de Teologia de Varsóvia e uma pós-graduação em Gestão de Negócios pela Universidade Católica de Lisboa, em Portugal. Ele também realizou cursos em áreas como Programação Neurolinguística, Inteligência Emocional, Comunicação Eficaz, Linguagem Microfacial e Negócios.

## Filantropia
Tomasz participa de diversas atividades filantrópicas em Angola, incluindo projetos sociais como Talentos Angola, Embaixadores Boa Vida, Feira da Arquitetura, Festival da Saúde e emprego para jovens. Ele também promoveu campanhas de doação de sangue e ações de solidariedade durante o Natal.

## Vida Pessoal
Tomasz Dowbor é sobrinho do economista e professor universitário Ladislau Dowbor. Ele é pai de nove filhos e continua a liderar o Grupo Boavida.